# Leonard Daventry
Leonard John Daventry (geboren am 7. März 1915 in London; gestorben 1987 ebenda) war ein britischer Science-Fiction-Autor.

## Leben
Daventry war der Sohn von Leonard Daventry, Captain in der britischen Armee, und von Dora Daventry, geborene Davis. Auch Daventry wurde 1932 Soldat und diente von 1936 bis 1940 auf Malta. 1941 heiratete er Margaret Alexander, mit der er zwei Kinder hatte. Der 1946 geborene Sohn starb nach langer Krankheit 1967 mit 21 Jahren. Nach seiner Zeit als Soldat übte er verschiedene Berufe aus, unter anderem war er Lkw-Fahrer und Gemüsehändler. Zuletzt war er Straßenmusikant. Er schrieb: „Der lange und langsame Tod meines Sohnes hat meine Persönlichkeit verändert. Ich habe keine Neigung mehr zum Schreiben, weder für Geld noch für Ruhm, und fühle mich ganz außerstande, irgendwelche Phantasien auszuspinnen.“
Sein erster Roman A Man of Double Deed (deutsch Mr. Coman hoch 3) erschien 1964, erster Band einer Trilogie um den Protagonisten Claus Coman, einen natürlichen Telepathen. Die beiden folgenden Romane Reflections in a Mirage und The Ticking is in Your Head erschienen zunächst in einem Band bei Doubleday und kurze Zeit darauf in separaten Ausgaben bei Curtis Books. 
Die in Mr. Coman hoch 3 geschilderte Welt des Jahres 2090 wird von einem Weltrat gelenkt, der sich mit dem Problem einer Epidemie sinnloser Gewalt unter Jugendlichen konfrontiert sieht. Eine der möglichen Lösungen ist die Einrichtung einer (außerplanetarischen) „Kriegssektion“, wohin die jugendlichen Delinquenten deportiert werden würden. Verschiedene Gruppen versuchen auf den Weltrat Einfluss auszuüben, darunter die „Verbindungsmänner“, eine Gruppe von Telepathen, die mit Hilfe des „Connectors“ weltweit miteinander telepathisch kommunizieren können und außerdem Eindrücke aus dem globalen Bewusstsein der Menschheit aufnehmen können. Im Englischen heißen die Verbindungsmänner Keymen, weshalb die Trilogie auch als Keymen-Zyklus bekannt ist. Coman erhält nun die Aufgabe, den Einfluss einer anderen Gruppe, welche die Einrichtung einer Kriegssektion verhindern will, zu blockieren, was ihm nach einigen Schwierigkeiten auch gelingt.
Von Daventrys Büchern wurden drei ins Deutsche übersetzt, außerdem gibt es französische, italienische und niederländische Übersetzungen. Neben seiner Science-Fiction schrieb er unter dem Pseudonym Martin Alexander 1969 und 1970 zwei weitere Romane.

## Bibliografie
Keyman / Coman
- A Man of Double Deed (1965)
  - Deutsch: Mr. Coman hoch drei. Übersetzt von Helga Wingert-Uhde. Marion von Schröder, 1970. Taschenbuchausgabe: Heyne SF&F #3280, 1972.
- 2 Reflections in a Mirage (1969, in: Leonard Daventry: Reflections in a Mirage and The Ticking Is in Your Head)
- 3 The Ticking Is in Your Head (1969, in: Leonard Daventry: Reflections in a Mirage and The Ticking Is in Your Head)
- Reflections in a Mirage and The Ticking Is in Your Head (1969, Sammelausgabe von 2 und 3)

Einzelromane
- Terminus (1971)
- Twenty One Billionth Paradox (1971)
  - Deutsch: Das 21milliardste Paradoxon. Übersetzt von Jürgen Langowski. Heyne SF&F #4919, 1992, ISBN 3-453-05841-0.
- Degree XII (1972)
- You Must Remember Us … ? (1980)
  - Deutsch: 	Erinnert euch an uns. Übersetzt von Peter Robert. Heyne SF&F #4442, 1987, ISBN 3-453-00960-6.

Kurzgeschichte
- Autumnal Equinox (1947, in: Kay Dick (als Jeremy Scott) (Hrsg.): At Close of Eve; als L. J. Daventry)

als Martin Alexander
- Death is too good for you (1969)
- A dream before dying (1970)